# Kuckuck (Finnentrop)
Kuckuck ist ein Weiler in der Gemeinde Finnentrop im Kreis Olpe in Nordrhein-Westfalen.

## Lage
Kuckuck liegt im nordöstlichen Bereich des Gemeindegebietes von Finnentrop an der Kreisstraße 24 zwischen Becksiepen und Steinsiepen. Unweit östlich fließt der Bach Salwey.